# Silerini
Silerini è una tribù di ragni appartenente alla sottofamiglia Aelurillinae della famiglia Salticidae dell'ordine Araneae della classe Arachnida.

## Distribuzione
L'unico genere oggi noto di questa tribù è diffuso in Asia orientale, in particolare sono stati rinvenuti esemplari in Cina, Giappone, Filippine, Coree, Vietnam e Sri Lanka.

## Tassonomia
A maggio 2010, gli aracnologi riconoscono un solo genere appartenente a questa tribù:
- Siler Simon, 1889 — Asia orientale (8 specie)